# Liste des noms latins des villes d'Anatolie
Cet article donne une liste de villes de la péninsule d'Anatolie ayant fait partie de l'Empire romain ou dont le nom latin apparait dans Strabon et dans d'autres documents historiques.

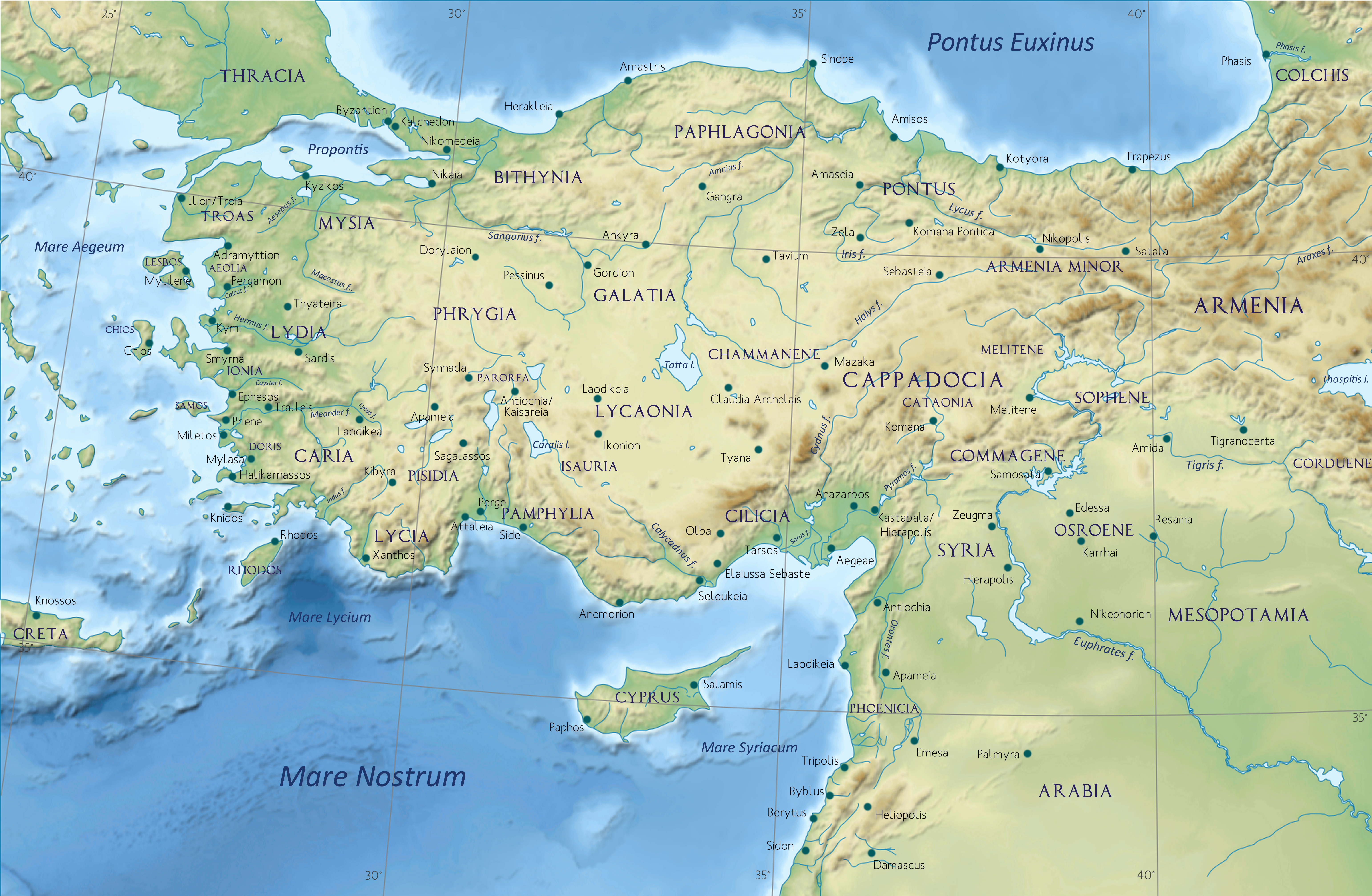
Anatolie antique : principaux éléments.

Les noms en français "classique" sont issus du Dictionnaire Bouillet dans sa 26e édition.

## Noms latins
| Nom latin                                                  | Nom turc                 | Nom en français "classique"       |
| ---------------------------------------------------------- | ------------------------ | --------------------------------- |
| Abonuteichus/Ionopolis                                     | İnebolu                  | Inéboli                           |
| Adramyttium                                                | Edremit                  | Adramiti                          |
| Alexandria ad Issum                                        | İskenderun               | Alexandrette                      |
| Amastris                                                   | Amasra                   | Amastreh                          |
| Amida                                                      | Diyarbakır               | Diarbek                           |
| Amisus                                                     | Samsun                   | Samsoun                           |
| Ancyra                                                     | Ankara                   | Angora                            |
| Antiochia Mygdonia                                         | Nusaybin                 | Nézib ou Nisibis                  |
| Antiochia ad Orontes                                       | Antakya                  | Antioche                          |
| Archelaïs                                                  | Aksaray                  | Archélais                         |
| Caesarea Mazaca                                            | Kayseri                  | Césarée de Cappadoce ou Kaïzarieh |
| Calchedon                                                  | Kadıköy                  | Chalcédoine ou Kadi-Keui          |
| Carana                                                     | Erzurum                  | Erzeroum                          |
| Chrysopolis                                                | Üsküdar                  | Scutari                           |
| Dolichenus                                                 | Dülük près de Gaziantep  |                                   |
| Dorylaeum                                                  | Dorylée près d'Eskişehir |                                   |
| Edessa                                                     | Urfa                     | Édesse ou Orfa                    |
| Ephesus                                                    | Efez                     | Éphèse                            |
| Flavias, Flaviopolis                                       | Kozan                    | Sis                               |
| Gangra                                                     | Çankırı                  | Gangres ou Kiankiari              |
| Halicarnassus                                              | Bodrum                   | Bodroun                           |
| Heraclea Pontica                                           | Ereğli                   | Érekli                            |
| Herácleia / Périnthos                                      | Marmara Ereğli           | Érekli                            |
| Hierapolis                                                 | Pamukkale                | Hiérapolis                        |
| Iconium                                                    | Konya                    | Konieh                            |
| Ilium                                                      | Truva                    | Troie                             |
| Laranda                                                    | Karaman                  |                                   |
| Melitene                                                   | Malatya                  | Mélitène                          |
| Mopsuestia, Mamistra, Mysis, Hadriana, Seleucia            | Yakapınar                | Mopsueste                         |
| Nicaea                                                     | İznik                    | Nicée                             |
| Nicomedia                                                  | Izmit                    | Nicomédie                         |
| Ninica, Claudiopolis                                       | Mut                      | Bastan                            |
| Pergamum                                                   | Bergama                  | Pergame                           |
| Prymnessus                                                 | Afyonkarahisar           |                                   |
| Prusa, Brusa                                               | Bursa                    | Brousse                           |
| Sagalassus                                                 | Ağlasun                  |                                   |
| Seleucia Calycadnus, Seleucia Isauria, Seleucia Tracheotis | Silifke                  | Séleucie Isaurée                  |
| Sebasteia / Diospolis                                      | Sivas                    | Sébaste ou Sivas                  |
| Smyrna                                                     | Izmir                    | Smyrne                            |
| Tralles                                                    | Aydın                    |                                   |
| Trapezus                                                   | Trabzon                  | Trébizonde                        |
| Tyana                                                      | Kemerhisar               | Tyane                             |
| Zeugma, Apameia, Seleucia ad Euphratus                     | Birecik                  |                                   |

## Carte détaillée
Pour plus de détails, la carte de d'Anville, aux éditions Laurie & Whittle, Londres 1794, donne les formes latinisées de la plupart des cités, fleuves, montagnes et populations de l'Anatolie antique.

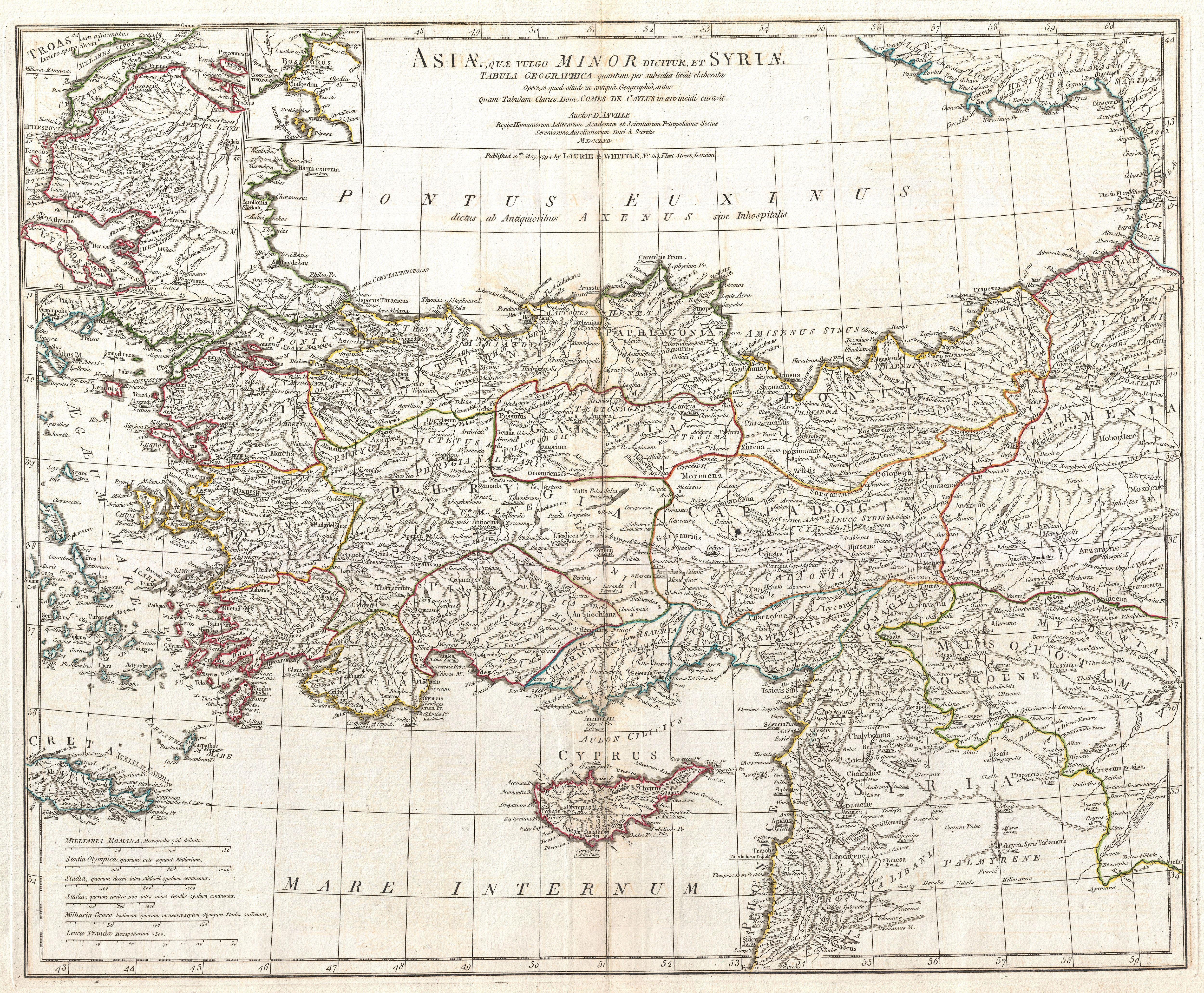
Carte de l'Anatolie antique, d'Anville, Londres 1794.